# Jan Grankowski

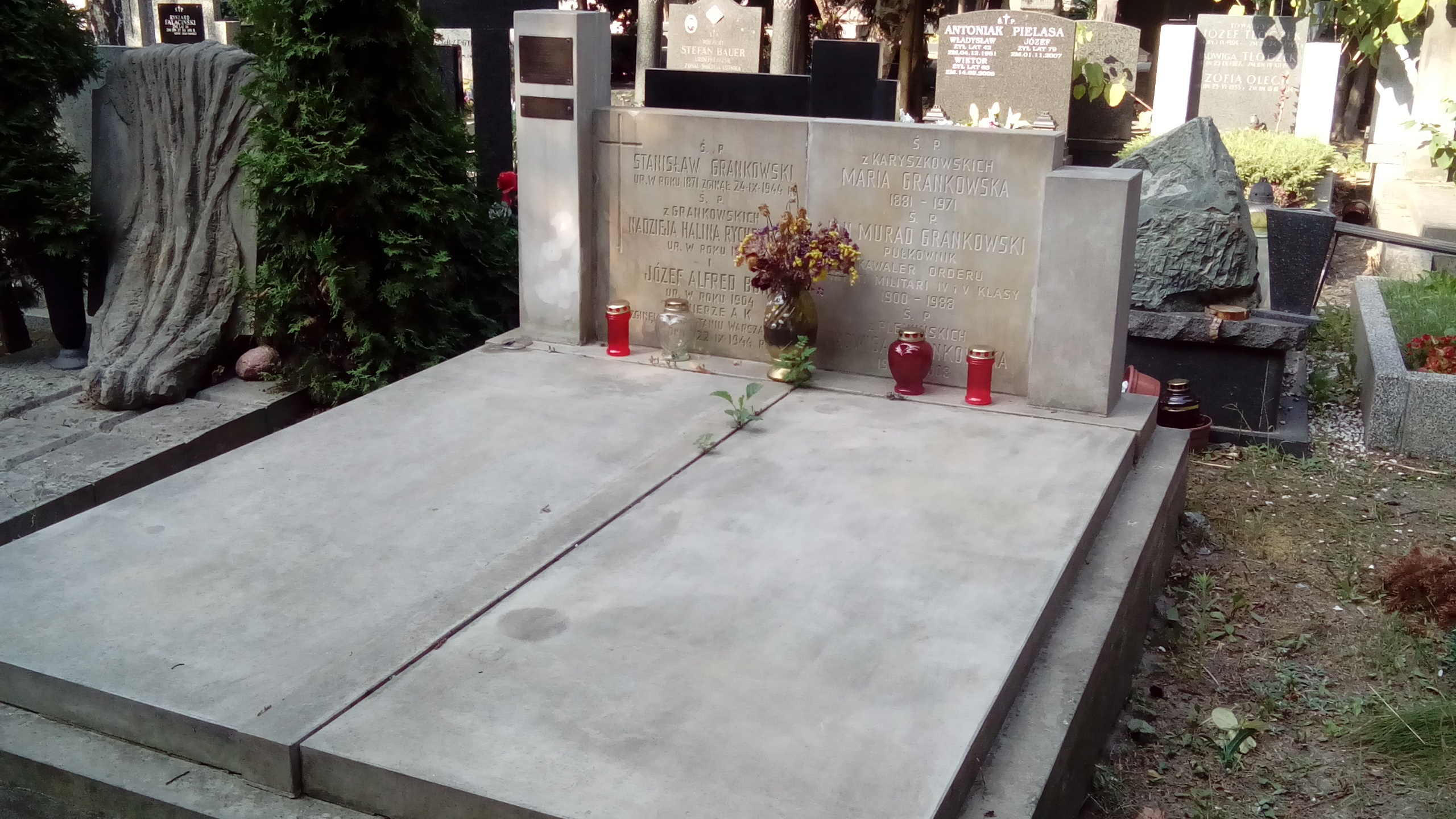
Grób Jana Murada Grankowskiego na Cmentarzu Wojskowym na Powązkach

Jan Grankowski (ur. 13 lipca 1900 w Kurszanach, zm. 22 stycznia 1988 w Warszawie) – polski lekkoatleta, który specjalizował się w rzucie oszczepem, pchnięciu kulą, a także trójskoku. Oficer Wojska Polskiego II RP.

## Kariera
Podczas seniorskich mistrzostw Polski we Lwowie (1921) zdobył srebrny medal w rzucie oszczepem, a w trójskoku wywalczył brązowy medal. Na tych samych zawodach zajął czwartą lokatę w pchnięciu kulą. 
Uczestniczył w powstaniach śląskich. W Wojsku Polskim został awansowany do stopnia porucznika piechoty ze starszeństwem z dniem 1 czerwca 1919. W 1923 był oficerem 59 pułku piechoty w Inowrocławiu. Awansowany do stopnia kapitana piechoty ze starszeństwem z dniem 1 stycznia 1928. Jako oficer macierzystego 59 pp w latach 1924–1931 pełnił służbę w Korpusie Ochrony Pogranicza, a następnie w 40 pułku piechoty we Lwowie.
Zmarł w 1988 i został pochowany na Cmentarzu Wojskowym na Powązkach w Warszawie (kwatera A4-3-16/17).

## Ordery i odznaczenia
- Krzyż Walecznych – 1921
- Krzyż Zasługi Wojsk Litwy Środkowej
- Medal Międzyaliancki